# هارپر (کانزاس)
هارپر (به انگلیسی: Harper) شهری در ایالت کانزاس کشور ایالات متحده آمریکا است که جمعیت آن در سرشماری سال ۲۰۱۰ میلادی، ۱٬۴۷۳ نفر بوده‌است.